# Městské lázně (Chomutov)
Městské lázně v Chomutově jsou budova plaveckého bazénu postavená v brutalistním stylu v letech 1969–1980 podle projektu architekta Jiřího Eisenreicha. Od roku 2012 jsou lázně uzavřené.

## Historie
Nejstarší záměr vybudování městských lázní v Chomutově pochází z roku 1910. Hospodářská situace v první polovině dvacátého století jejich výstavbu neumožnila a teprve v roce 1966 byl vybrán architekt Jiří Eisenreich jako hlavní projektant. Pro stavbu byl zvolen pozemek mezi jihovýchodním okrajem městského parku a starým házenkářským hřištěm. V těsném sousedství stával evangelický kostel, který byl během výstavby lázní zbořen.
Výstavba lázní začala v roce 1969 a po mnoha průtazích byla hrubá stavba dokončena v roce 1978. Slavnostní otevření proběhlo až 1. října 1980. Celkové náklady vzrostly z předpokládaných šedesáti miliónů korun na devadesát miliónů. V roce 2012 byly lázně uzavřeny a budova zůstala bez využití. V roce 2023 město Chomutov vyhodnotilo architektonickou soutěž na nové využití. Podle vítězného návrhu by měla být budova upravena na multifunkční kulturní a vzdělávací centrum a sídlo knihovny.

## Popis
Budova lázní postavená v brutalistním stylu má dvě části. Hlavní vstup do ní vede z terasy, přístupné po dlouhé rampě. Obě podélné stěny hlavní budovy s bazénem jsou prosklené a v prostoru hlavního bazénu prosklení pokračuje i na části boční fasády. Menší budova má dvě pohledově exponované strany kryté předsazenými vertikálními žaluziemi, které také kryjí boční vstup. Přízemní sokl je obložen břidlicovými pásky. Na obrazové výzdobě budovy se podíleli umělci jako Josef Liesler, Stanislav Libenský nebo Josef Vrána.
Jádrem lázní byl plavecký bazén s rozměry 50 × 21 metrů a malý dětský bazán (12,5 × 8 metrů). Doplňovaly je sauna, perličková lázeň, tělocvična, restaurace, masážní a kosmetický salon.